# Milan Kunc

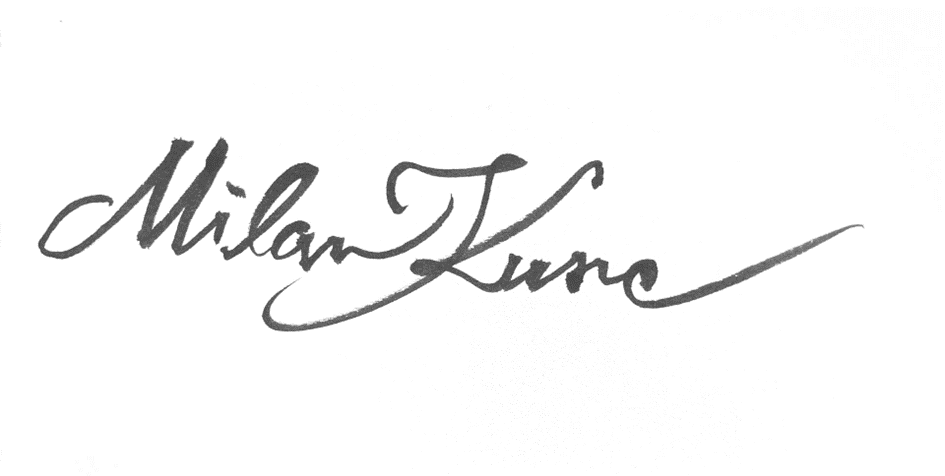
Signatur Milan Kunc

Milan Kunc (* 1944 in Prag) ist ein Maler und Bildhauer der Postmoderne. Er schreibt sich die Erfindung der Stilrichtungen „Peinlicher Realismus“, „Ost-Pop“ und „Popsurrealismus“ mit gesellschafts- und medienkritischen, ironisch-melodramatischen Sujets zu. Mit seiner künstlerischen Gegenposition zum akademischen Kunstbetrieb zählt er zu den Neuen Wilde der späten 1970er- und frühen 1980er-Jahre.

## Leben
Kunc studierte von 1963 bis 1967 an der Kunstakademie Prag. Während des Prager Frühlings 1968 und der Besetzung der Tschechoslowakei durch Truppen des Warschauer Pakts wurde er zum Wehrdienst verpflichtet. Am Tag der Invasion am 21. August 1968 befand er sich im Militärgefängnis. Er ist wegen zivilem Ungehorsam inhaftiert worden. In derselben Nacht malte er ein Ölbild mit abgetretenen Militärschuhen in Anlehnung an das Paar alter Schuhe von Vincent van Gogh. Die Erfahrungen dieser Lebensphase verarbeitete er in den 70er-Jahren in seinen Bildern, Collagen und Performance-Aktionen, die er als „Peinlicher Realismus“ bezeichnete. 1969 emigrierte er in die Bundesrepublik Deutschland (BRD), nahm die deutsche Staatsbürgerschaft an und studierte von 1970 bis 1975 an der Kunstakademie Düsseldorf bei Joseph Beuys und Gerhard Richter. Im Gegensatz zum damaligen konzeptuellen akademischen Mainstream und den kommunistisch affinen Ansichten dieser Zeit fokussierte sich Kunc auf Empathie, Ironie, Sarkasmus, Farbigkeit und Experiment.
1973 reiste Kunc zum ersten Mal nach New York. Dort traf er Jan Knap, den ehemaligen Studenten von Gerhard Richter. Beide Künstler verband seitdem eine intensive künstlerische Zusammenarbeit. Diese Reise und eine Ausstellung von Saul Steinberg haben ihn zum Zeichnen inspiriert. Seit dieser Zeit hat e sich die zeichnerische Disziplin angeeignet und durch die Jahre permanent entwickelt. Es folgten Reisen nach Mexiko, Guatemala und Honduras. Erste Bilder des von Kunc benannten „Peinlichen Realismus“ entstehen.
1979 gründete Kunc zusammen mit Peter Angermann und Jan Knap in Düsseldorf die international beachtete Gruppe Normal. Es folgten ab 1980 gemeinsame Ausstellungen u. a. in der Neuen Galerie / Sammlung Ludwig, in New York („Times Square Show“) und anlässlich der XI. Biennale de Paris im Musée de la Ville. 1984 war die Gruppe Normal in der von Kaspar König kuratierten Ausstellung „Von hier aus“ in Düsseldorf vertreten. In den 80er Jahren zählte Kunc zu den „Jungen Wilden“ der deutschen Kunstavantgarde. In dieser Zeit entstanden zusammen mit Jörg Immendorff u. a. Plakatbilder, Performances und Happening-Aktionen mit gesellschaftskritischem Bezug zum damals noch nicht entwickelten Umweltverständnis dieser Zeit. Ein Thema, das Kunc in seinem gesamten Schaffensprozess in der ihm eigenen unverwechselbaren Bildsprache beschäftigte. Erneut reiste Kunc Mitte der 80er Jahre durch die USA und Südamerika. Begleitet wurde er von Silke Niehaus, die er als seine „Muse“ in dieser Zeit bezeichnete.
1983 war Kunc auf der documenta IX in Kassel vertreten. In den 80er und 90er Jahren arbeitete und lebte er abwechselnd in New York und Köln. Dort wurde sein Sohn Roman aus der Partnerschaft mit der Künstlerin und Museumsleiterin Anne Frechen geboren. In dieser Zeit stellte er u. a. mit George Condo in den Galerien Pat Hearn, Sprüth-Magers, Barbara Gladstone, Tony Shafrazi und Robert Miller aus. 1988 bis 1991 folgten Aufenthalte in Rom und in der Toskana. Es entstanden u. a. eine Reihe von surrealen Landschaftsbildern und manieristischen Porträts, die er in der Gallery Robert Miller ausstellte. Während des Aufenthalts in Italien hat sich sein Pinselstrich verfeinert. Er verließ den expressionistischen Duktus und sein Stil hat neo-klassizistische und manieristische Züge angenommen. Mit diesem Verfahren der „Lichtmalerei“ befreite er sich von dem deutschen Mainstream und entwickelte einen eigenen figurativen Stil.
Nach dem Fall des „Eisernen Vorhangs“ zog Kunc zurück nach Köln. 1992 nahm er eine Einladung des Präsidenten Václav Havel nach Prag an. Ein Jahr später folgte dort eine Einzelausstellung im Belvedere (Prag) mit einer umfassenden Werkschau und weiteren Stationen in Karlsruhe, Kunsthal Rotterdam und Malmö Konsthall. Mitte der 1990er arbeitete Kunc wiederholt an Keramikplastiken in Den Haag. 2008 folgte er einer Einladung des European Ceramic Workcenter Hertogenbosch.

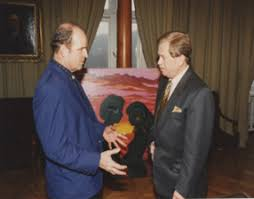
V. Havel Milan Kunc 1992

Von 1997 bis 1998 übernahm er eine Professur an der Kunstakademie Kassel und kehrte im Anschluss nach Köln zurück. Seit 2003 ist er mit der Künstlerin Olga Maler-Kunc verheiratet. 2002 wurde Tochter Věra geboren. In den 2000er Jahren folgten mehrere Studienreisen nach Italien und Indien. 2004 kehrte Kunc nach Prag zurück.

## Künstlerische Phasen und Werk
Noch während seiner Studienzeit an der Kunstakademie Düsseldorf entwickelte Kunc eine künstlerische  Ausdrucksform, die er als „Peinlichen Realismus“ bezeichnete. Bilder und Collagen mit ironisch-provokativen Bezügen zur Alltagswelt und zum Konsumverhalten entstehen. Bereits Ende der 70er Jahre thematisierte Kunc vorausschauend die in der Folge eintretende Auseinandersetzung mit der Globalisierung westlicher Konsumikonen und die Doppelmoral insbesondere in den damaligen Ostblockstaaten hierzu. Er benannte diese Schaffensphase „Ost-Pop“. Performance-Aktionen in Deutschland (Wuppertal) und der UdSSR (Moskau) führten zu kontroversen Diskussionen und Publikationen. Er begann mit dieser Stilrichtung eine experimentelle Phase, in der er persönliche Erfahrungen aus der Zeit des „Kalten Krieges“ verarbeitete. Er schuf Objekte, die Konsum Ideologie, Ost und West vereinigten sowie gestellte Fotografien und Performances zu diesem Thema.
Ab 1977 begann er mit der Arbeit mit Keramikplastiken in Düsseldorf, die er 1995 in Den Haag fortsetzte. Durch die intensive Beschäftigung mit ökologischen, medienkritischen und mystisch-surrealen Sujets entwickelte sich eine weitere Schaffensphase, in der über 100 Keramiken entstanden. Die Sammlung Louis Vuitton übernahm eine Reihe von modisch skurrilen Objekten. Nach einer Ausstellung im Kunstpalast Düsseldorf (Luxus Keramik) folgten internationale Ausstellungen in New York (Galerie Gian Enzo Sperone) und Trento (Studio d’Arte Raffaelli), Brünn (Dům umění města Brna) und Erfurt (Kunsthalle Erfurt). 2008 arbeitete Kunc im European Ceramic Work Center in Hertogenbosch (Niederlande). Die Arbeiten wurden u. a. in der Ausstellung „Sculptures“ der Galerie Andrea Caratsch (Zürich, St. Moritz) gezeigt. 2013 nahm Kunc einer Einladung zur Korean International Ceramics Biennale nach Gyeonggi (Südkorea) an.
Nach dem Fall des „Eisernen Vorhangs“ folgte 1993 auf Einladung des Staatspräsidenten Václav Havel eine Einzelausstellung im Prager Belvedere. Diese löste einen Diskurs zu den in dieser Zeit aufkommenden Themen wie interkulturelle Öffnung, Identitätssuche, Migration und gesellschaftspolitische Veränderung aus. Kunc sah sich in seiner Vision aus den frühen 80er-Jahren und in der provokativen Wirkung seiner prophezeienden Bildsprache bestätigt. Im Jahr 2015 war Kunc in der Ausstellung „Junge Wilde. Die 80er. Figurative Malerei in der BRD“ im Städel Museum, Frankfurt am Main, vertreten, die in der Folge im Groninger Museum gezeigt wurde.
2019 gestaltete er einen BMW i8 mit dem Thema der drängenden Umweltfragen unserer Zeit. Obgleich kein offizielles BMW Art Car, wird er auch im BMW Museum gezeigt und soll schließlich zugunsten dem The-Ocean-Cleanup-Projekt versteigert werden.
2021 widmete der Kampus Hybernská in Prag Kunc eine Einzelausstellung mit dem Titel „Jenseits der Vorstellungskraft. Bilder und Plastiken 1968 – 2021“ und dokumentierte damit eine umfassende Werkbetrachtung seiner künstlerischen Phasen.
Kunc ist in öffentlichen Sammlungen vertreten (Auswahl):
Coca Cola Collection, Verona, Italien; Deutsche Bank Stiftung, Frankfurt am Main, Deutschland; Groninger Muzeum, Groningen, Niederlande; Hessisches Landesmuseum Darmstadt, Deutschland; Museum Würth, Künzelsau, Deutschland; Kunstmuseum Düsseldorf, Deutschland;Kunstmuseum Bonn; Louis Vuitton, Italy / France; Sylvester Stallone, Santa Monica, USA; Stadtmuseum Düsseldorf, Deutschland; Kunsthalle Mannheim, Deutschland; Rooseum Malmö, Schweden; MOCA Museum of Contemporary Art, Los Angeles, USA; Museum Boijmans Van Beuningen, Rotterdam, Niederlande; Stedelijk Museum, Amsterdam, Niederlande; Muzeum umění Olomouc, Olomouc, Tschechische Republik; Národní Galerie Praha, Prag, Tschechische Republik; Fonds Hélène et Édouard Leclerc, Landerneau, Frankreich

## Rezeption
Kunc gilt als Anti-Konformist. Er lehnt konventionelle Ästhetik und ideologische Positionen ab. Insbesondere in seiner Embarrassing Realism Phase figuriert Kunc den Irrsinn der Wirklichkeit in Anlehnung an Magritte’s Péeriode Vache, Picabia oder Kippenberger. Ironie und Idealismus verbinden sich in einer paradoxen Weise. Mit seiner Bildsprache greift Kunc die tschechoslowakischer Kunsttradition (Porträt, mystische Landschaftsmalerei, Symbolismus, Kubismus, Karikatur) auf und führt diese mit eigenen Stilmitteln, thematischen Akzenten und Kritik am Zeitgeist fort. Ironisch-provokante Anspielungen auf Alltagsthemen und peinlich-ansprechenden Interpretationen gesellschaftspolitisch brisanter Themen finden sich in seiner gesamten Schaffensphase. Seine einzigartige Bildsprache setzt in der figurativen Kunst neue Akzente.
Das art Magazin titelte 1989: „Milan Kunc – Welterfolg zwischen Kitsch und Kunst“
Die aufgegriffenen Themen (Ökologie, Feminismus, Medienwahn, gesellschaftliche und politische Doppelmoral) haben vorausschauend-visionäre Bedeutung und spiegeln zugleich aktuelle globale Herausforderungen.

„[…] gibt es keine treffendere Charakterisierung dessen, was dem zeitgenössischen Betrachter in den Arbeiten von Milan Kunc aus dem Zyklus Ost-Pop (1977–1997) auffällt: sie hatten die Entwicklung vorausgesagt, die weltweit offensichtlich geworden ist – nämlich die Vermischung von Alltagssymbolen aus dem Westen und aus dem Osten. Die politische, wirtschaftliche und medienpolitische Öffnung Osteuropas führte zu der Entstehung einer kuriosen und ästhetisch reizvollen Umgebung, in der […] ein Zusammentreffen der überkommenen sozialistischen Statussymbole und der sich ständig vermehrenden Zeichen der kommerziellen westlichen Warenkultur inszeniert wird.“

„Milan Kunc fesselt uns in einem gordischen Knoten, einem Widerspruch, aus dem es keinen dialektischen Ausweg gibt. Dieser Widerspruch ist typischerweise dargestellt mit den simplen, mittelmäßigen, einschmeichelnden, erdichteten, pauschalisierenden Mitteln des Kitsches, die den Widerspruch selbst seltsam banal, betrügerisch und ‚hausgemacht‘ erscheinen lassen und der deshalb nur für die Naiven und Leichtgläubigen glaubhaft ist. Aber Milan Kunc widerspricht dem Kitsch in sich selbst, indem er dessen vermeintlich von Doppeldeutigkeit freie Ausdrucksweise benutzt, um Doppeldeutigkeit zu erzeugen. Er verbindet Aussagen zu unauflösbaren Knoten, und Kitsch, der leicht zu konsumieren und zu verstehen sein soll, erscheint plötzlich sehr ‚schwierig‘.“

“Kunc’s entire art has been forged in reaction to this melting pot of contradictions. compromises and submissiveness: an ontological anticonformist. He dismisses all aesthetics and ideologies. His paintings in the Embarrassing Realism series, for example, flirt with the crusts of the earth and clearly go beyond not only good taste, but also political correctness, following the example of Magritte’s Période Vache or certain works by Picabia or Kippenberger (who admired them). Totally atypical, Kunc is a virtuoso draughtsman and painter, paradoxically imbused with irony and idealism, wWhose exceptional and singular itinerary [took him] from the tanks of the Red Army to the temples of contemporary Western aesthetics. By the end of the 1970s, he had already taken interest in some of the major themes dominating art today, such as ecology, feminism, the denunciation of media and political formatting, totalitarian individualism and the affluent consumer society. Initially perceived as part of the figuration libre, cultivated painting or new expressionism that dominated the art of the 1980s, Kunc’s painting is only now asserting its absolute singularity, making him one of the main precursors of the current revival of figuration.”

„Die Kunst des Milan Kunc entsteht dort, wo der Fluss der abendländischen Bildergeschichte sich an den schroffen Felsen der Gegenwart bricht. Hier entstehen farbige Wirbel und tiefe Einsichten. Neue Mythen, aus Schaum geboren.“

## Galerie

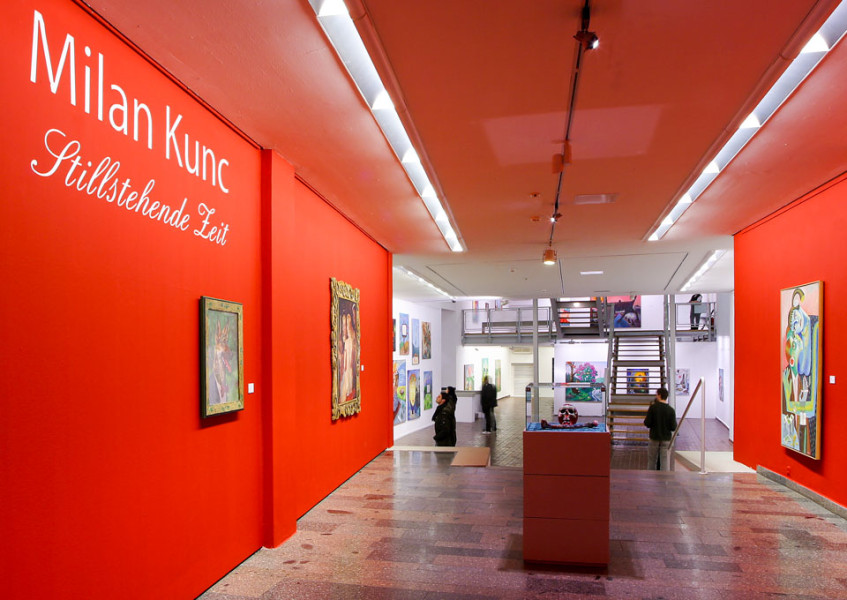
Kunsthalle Erfurt 2007
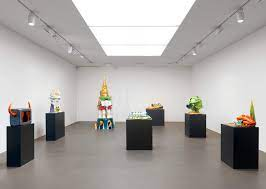
Sculptures 2009

## Einzelausstellungen
- 1980: Galerie 't Venster, Rotterdam
- 1980: Groninger Museum, Groningen
- 1981: Galerie Ulrike Kantor, Los Angeles
- 1983: Swart Gallery, Amsterdam
- 1984: Von hier aus, Messe Düsseldorf (Kurator Kaspar König)
- 1984: Neue Ikonen, Kunstverein für die Rheinlande und Westfalen, Düsseldorf
- 1984: Nieuwe Ikonen, Groninger Museum
- 1985: Galerie Monika Sprüth, Köln
- 1987: Galerie Monika Sprüth, Köln
- 1987: Gallery Pat Hearn, New York
- 1989: Robert Miller Gallery, New York
- 1992: Gallery Korridor, Reykjavík
- 1993: Neue Ikonen, OST-POP und Peinlicher Realismus, Belvedere Museum, Prag
- 1993: Malmö Konsthall
- 1993: Kunstverein Karlsruhe
- 1993: Demonstrating New Icons, documenta 9, Kassel
- 1994: Kunsthal Rotterdam
- 2000: Galerie Gian Enzo Sperone, Rom / New York
- 2001: Galleria d´ Arte Moderna e Contemporanea della Republica, San Marino
- 2003: Große Kunstausstellung NRW, Museum Kunstpalast, Düsseldorf, Deichtorhallen, Hamburg, David Zwirner, New York
- 2006: Galerie Caesar, Olomouc
- 2006: Olieverven en Tekeningen, Galerie Witteveen, Amsterdam
- 2007: Golden Age, Kunsthalle Erfurt
- 2007: The Brno House of Art, Brno
- 2009: Sculptures, Galerie Andrea Caratsch, Zürich / St. Moritz
- 2010: Amor a Psyche, Muzeum Olomouc
- 2012: Golden Paintings, Galerie Andrea Caratsch, St. Moritz
- 2012: Milan Kunc – Dipinti, Galleria Zonca & Zonca, Mailand
- 2012: Gold, Belvedere Palais, Wien
- 2013: Korean International Ceramic Biennale, Gyeonggi, Südkorea
- 2015: Nieuwe Wilden, Groninger Museum, Groningen (NL)
- 2017: Global Success, Paintings und Sculptures. Fondation Speerstra, Apples (CH)
- 2018: Kunstmesse NOMAD, Plastiken und Bilder, Galerie Andrea Caratsch, St. Moritz
- 2018: BMW Roadster i8 4 Elements, BMW Museum, München
- 2019: Vanitas, DOX, Praha
- 2020: From Utopia to Dystopia and back, Galerie Andrea Caratsch, St. Moritz
- 2021: POP et Surréalistes, zusammen mit Philippe Mayaux, Loeve&Co. Gallery, Paris
- 2021: Beyond Imagination. Bilder und Plastiken 1968-2021, Kampus Hybernská, Prag
- 2022: Gallery Sofie Van de Velde, Antwerpen
- 2023: The Hijacking of Europe, Prager Haus, Brüssel
- 2023: 51 ans peinture révolutionnaire indépendant 1972 – 2023, Loeve&Co. Gallery, Paris
- 2024:  Milan Kunc: Der wahre Avantgardist versucht vergeblich in die Schublade zu passen, Galerie Hans Mayer, Düsseldorf

## Gruppenausstellungen
- 1975: Peinlicher Realismus, Galeria Art 296, Düsseldorf
- 1976: Nachbarschaft, Kunsthalle, Düsseldorf
- 1977: Luxuskeramik, Ehrenhof, Düsseldorf
- 1978: 10 Jahre nach der Besetzung der Tschechoslowakei, Galerie Arno Kohnen, Düsseldorf – zusammen mit Jörg Immendorff, Felix Droese u. a.
- 1979: Kunstanschläge I (Group Normal), Galerie Magers, Bonn
- 1980: Mysterium der Geburt, Museum Ludwig Aachen mit Peter Angermann / Jan Knap
- 1980: Times Square Show, Group Normal, New York
- 1981: XI. Biennale de Paris, Musée de la Ville
- 1981: Treibhaus, Kunstmuseum Düsseldorf, Düsseldorf
- 1981: Normal, Neue Galerie – Museum Ludwig, Aachen
- 1981: Kunstanschläge II, Galerie Magers, Bonn
- 1982: between 9, Kunsthalle Düsseldorf
- 1982: 10 junge Künstler aus Deutschland, Folkwang Museum, Essen
- 1982: Normal, Galeria Nörballe, Copenhagen
- 1982: Thinking of the Europe, The Living Art Museum, Reykjavik, Island
- 1982: Gott oder Geissel – Erotik in der Kunst heute, Kunstverein München
- 1982: La Giovane Pittura in Germania, Galeria d´ Arte Moderna, Bologna
- 1983: Intoxication, Monique Knowlton Gallery, New York
- 1983: Der letzte Schrei, Malhaus, Kunstmuseum Düsseldorf
- 1983: Group Show, Pat Hearn Gallery, New York
- 1984: Ansatzpunkte kritischer Kunst heute, Kunstverein Bonn
- 1984: Neue Gesellschaft für bildende Kunst, Berlin
- 1984: Twilightzone, Catdlub Gallery, New York
- 1984: Handpainted Dreams, Barbara Gladstone Gallery, New York
- 1984: 7 Maler als Graphiker, Kunstring Folkwang, Essen
- 1984: Von hier aus. Zwei Monate deutsche Kunst in Düsseldorf, Group Normal
- 1985: Photographs of Contemporary Artists, Pace McGill Gallery, New York
- 1985: Rheingold. 40 artisti di Colonia e Düsseldorf, Palazzo delle Belle Arti, Torino
- 1985: Tiefe Blicke. Hessisches Landesmuseum Darmstadt
- 1995: Künstliche Paradiese, Museum Folkwang, Essen, Kunstverein München
- 1985: Work of Paper, Pat Hearn Gallery, New York
- 1986: Kunstmatige Paradijsen, Bonnefantenmuseum Maastricht
- 1986: Kunc, Ontani, Salvo, Galleria Luce, Venezia
- 1986: Milan Kunc Giri Georg Dukoupil, Edward Totah Gallery, London
- 1986: Kunc Ontani Salvo Schulze, Le Casa d´Arte, Milano
- 1986: Terra Motus. Fondatione Lucio Armelio, Napoli
- 1986: What it is, Tony Shafrazi Gallery, New York
- 1986: Europa / Amerika. Die Geschichte einer künstlerischen Faszination, Museum Ludwig, Köln
- 1986: Aanwinsten moderne Kunst, Museum Boijmans van Beuningen, Rotterdam
- 1987: Collection Peter Brahms, Fred L. Emerson Gallery, New York
- 1987: Sette artisti dell´87, Monti associatione culturale, Roma
- 1987: drawing - tekenen 87 - design - zeichnen, Museum Boijmans van Beuningen, Rotterdam
- 1988: Dokoupil Kunc Pagano Salvatori Salvo, Galeria Nuova Pesa, Roma
- 1988: Ritratti di un nome A.B.O. Fortezza, Da Baso, Fierenze
- 1988: Hommage - Demontage, Provinciaal Museum, Hasselt
- 1988: Eros&Arch. Galerie Torch, Amsterdam
- 1988: Kölner Künstler Photographieren (Sammlung Gundlach), Kölnischer Kunstverein, Köln
- 1988: Nature Morte, Galerie Magers, Bonn
- 1988: Sammlung Murken, Städtisches Kunstmuseum Bonn u. a.
- 1989: Pyramiden, Galerie Jule Kewenig, Frechen / Köln
- 1989: Natura Morta. La Casa d`Arte, Milano
- 1989: Das konstruierte Bild, Kunstverein München, München, Kunsthalle Nürnberg, Badischer Kunstverein Karlsruhe
- 1989: Aarton l'influenza di fumetto nelle artivisive del XX seculo, Palazzo Civitá del Lavoro, Roma
- 1989: Prospect 89, Frankfurter Kunstverein, Schirn Kunsthalle, Frankfurt a. M.
- 1989: Collectiva, Galleria Nicola Verlatto, Bologna
- 1990: Peter Angermann Milan Kunc Jan Knap, Galeria Temple, Valencia
- 1990: Maximalismus / Maximalisme. Galerie Schulze, Köln
- 1990: Landscapes, Kunc Salvo Thompson, Milagros Contemporary Art, San Antonio, Texas
- 1990: Europa America. Aspetti degli anni '80, Esedra Arte Contemporanea, Asti
- 1990: Peter Angermann Jan Knap Milan Kunc, Galerie Kaess-Weiss, Stuttgart
- 1991: Ambienti, Galleria Credito Valtellinese, Milano
- 1991: Kitsch blir Kunst, Kunstforeningen, Kunstmuseum Herning, Dänemark
- 1991: Maximalists. Friedjonsson Jori Kunc Shokof Vaccari, Bess Cutler Gallery, New York
- 1991: Das Goldene Zeitalter, württembergischer Kunstverein, Stuttgart
- 1991: Wanderlieder, Stedelijk Museum, Amsterdam
- 1992: Gocart, Bianca Pilat Galleria, Milano
- 1992: 7 artisti in vetta, Studio d´Arte Raffaelli, Trento
- 1992: Ceskoslovenská fotografie v exilu, Galerie Mánes, Praha
- 1993: Gartenzwerge für die IGA, Artlantis, Stuttgart
- 1993: Trevi ex Vero, Palazzo Ubaldi, Trevi
- 1994: Le Cirque, Renée Fotouhi Fine Art, East Hampton, New York
- 1994: Galerie de la Tour, Amsterdam
- 1995: Galerie Apunto, Amsterdam
- 1995: Tony Gragg Milan Kunc Carel Visser - ontwerpen in glas, Carin Delcourt van Krimpen, Amsterdam
- 1996: Arch Connely Milan Kunc Artus Pixel Domenico Zidato, Oeuvres porno-erotiques, Gallery OZ, Paris
- 1996: Artfair, Stelling Gallery, Amsterdam
- 1997: Brandend zaud-heramiek, Museum Beelden aam Zee, Den Haag
- 1998: Okruh umělců, Galerie Carini, Barni Bonechi Canella Knap Kunc Salvo u.a., Galerie Caesar, Olomouc
- 1998: Sculpture in ceramica, Franss Hals Museum, Haarlem
- 2000: umění 20. století / art of the 20th century, Národní Galerie, Praha
- 2000: Venti da Nord, Galleria Galicia, Milano
- 2000: Glas. Galerie Uta Klotz, Köln
- 2000: Il Corridoro, Hafnarhus, Reykjavik
- 2000: Sympozium Dílna, Zámek, Mikulov, Mikulov
- 2001: Home Made, Musée internationale des Arts Modestes, Sete
- 2001: Pat Hearn Memorial, Robert Miller Gallery, New York
- 2001: Floating Time 2001 / Tuin der Lusten / Bizar Realisme Museum Het Kruithuis, ´s-Hertogenbosch
- 2001: Juliet XX Years, Trieste
- 2002: Cowboys en Kroegtigers, Gemeentenmuseum Helmont
- 2002: Klopfzeichen / Kunst und Kultur der 80er Jahre in Deutschland, Museum der bildenden Künste und zeitgeschichtliches Forum, Leipzig
- 2003: Pictura magistra vitae / il novi simboli della pittura contemporanea Fondazione Cassa di Risparmio in Bologna
- 2003: Dalí und die Magier der Mehrdeutigkeit. Museum Kunstpalast Düsseldorf
- 2003: D´Après. Da Anzinger a Warhol, Gas art Gallery, Torino
- 2003: Bright Lights. Big City. David Zwirner, New York
- 2003: A Clear Vision. Photografische Werke aus der Sammlung F.C. Gundlach, Internationales Haus der Fotografie, Deichtorhallen Hamburg
- 2004: Il Nudo. Fra ideale e Realità, Galleria d´Arte Moderna, Bologna
- 2004: Art Prague, Veletrh sočasného umění, Mánes, Galerie Caesar, Olomouc
- 2004: Trentacinquesimo, Studio d´arte Cannaviello, Milano
- 2004: Begegnungen – das Vertraute im Unbekannten, Galerie Kubus, Hannover
- 2004: Passione di Mela, Palazzo Morenberg , Sarnonico,
- 2004: Smile away the parties, Gemeentemuseum Helmont
- 2004: Bylo, nebylo...Pohádkové movivi v českém moderním a současném umění, Galerie moderního umění, Hradec Králové
- 2005: Normal Group, Prag Biennale 2, Karlin Hall , Praha
- 2005: Sich selbst bei Laune halten – Kunst der 70er aus der Schenkung Ingrid Oppenheim, Kunstmuseum Bonn
- 2005: Art Prague, Veletrh sočasného umění, Mánes, Galerie Caesar, Olomouc
- 2005: The Subjective Figure, Robert Miller Gallery, New York
- 2005: Eye to Eye, Photographic collection of the Groninger Museum, Groningen
- 2005: Horká jehla / hot needle, rafic works of the 1980s, GHMP, Prahe
- 2006: Normal Group, Museo d´Arte Contemporanea, Isernia
- 2006: 80+25=2005 (art from the 80s), Galerie Witteveen, Amsterdam
- 2006: Art Prague, Veletrh sočasného umění, Mánes, Galerie Caesar, Olomouc
- 2006: La donna aggetto, Miti e metamorfosi al femminile 1990 – 2005, Castello Sforcesco, Vigevano
- 2015: Neue Wilde. Die 80er. Figurative Malerei in der BRD, Städel Museum Frankfurt am Main
- 2023: VIVID Gallery, Rotterdam